# Saint-Mesmin (Vendée)
 Saint-Mesmin  es una población y comuna francesa, en la región de Países del Loira, en el departamento de Vendée, en el distrito de Fontenay-le-Comte y en el cantón de Pouzauges.

## Demografía
| 1612 | 1636 | 1628 | 1682 | 1811 | 1747 |
| Para los censos de 1962 a 1999 la población legal corresponde a la población sin duplicidades (Fuente: INSEE [Consultar]) |      |      |      |      |      |